# Альберт Ґіорсо
Альберт Ґіорсо (англ. Albert Ghiorso, 15 липня 1915, Вальєхо, Каліфорнія — 26 грудня 2010, Берклі, Каліфорнія) — американський фізик та хімік, співавтор відкриття цілого ряду нових хімічних елементів.

## Біографія
Альберт Ґіорсо у 1937 р. закінчив Каліфорнійський університет в Берклі (бакалавр електротехніки). Після закінчення університету працював в компанії, що виробляла системи зв'язку, де розробив перший у світі комерційний лічильник Гейгера. Під час Другої світової війни брав участь в Мангеттенському проєкті — програмі по створенню американської атомної бомби. Зокрема, Ґіорсо займався дослідженням хімічних характеристик плутонію, на основі якого була зроблена бомба, скинута на Хіросіму.
У 1942—1946 р. працював в Металургійної лабораторії Чиказького університету. З 1946 р. — в Радіаційній лабораторії імені Лоуренса Каліфорнійського університету в Берклі (з 1969 р. — директор лінійного прискорювача важких іонів).
Дослідження присвячені вивченню трансурановим елементам, ядерним властивостям ізотопів важких елементів, реакціям, що викликаються важкими іонами, систематиці радіоактивних розпадів.
Основні наукові роботи відносяться до області ядерної фізики. Спільно з іншими дослідниками, передусім Ґ. Т. Сиборґом, брав участь у відкритті наступних нових елементів:
- Америцій (елемент 95) — 1945 р.;
- Кюрій (елемент 96) — 1944 р.;
- Берклій (елемент 97) — 1950 р.;
- Каліфорній (елемент 98) — 1950 р.;
- Ейнштейній (елемент 99) — 1952 р.;
- Фермій (елемент 100) — 1952 р.;
- Менделевій (елемент 101) — 1955 р.;
- Нобелій (елемент 102) — 1958—1959 р.;
- Лоуренсій (елемент 103) — 1961 р.;
- Резерфордій (елемент 104) — 1969 р.;
- Дубній (елемент 105) — 1970 р.;
- Сіборгій (елемент 106) — 1974 р.